# Onychognathus
Onychognathus é um género de passeriforme da família Sturnidae.

## Espécies
Este género contém as seguintes espécies:
- Onychognathus morio
- Onychognathus tenuirostris
- Onychognathus fulgidus
- Onychognathus walleri
- Onychognathus blythii
- Onychognathus frater
- Onychognathus tristramii
- Onychognathus nabouroup
- Onychognathus salvadorii
- Onychognathus albirostris
- Onychognathus neumanni